# Heimdall

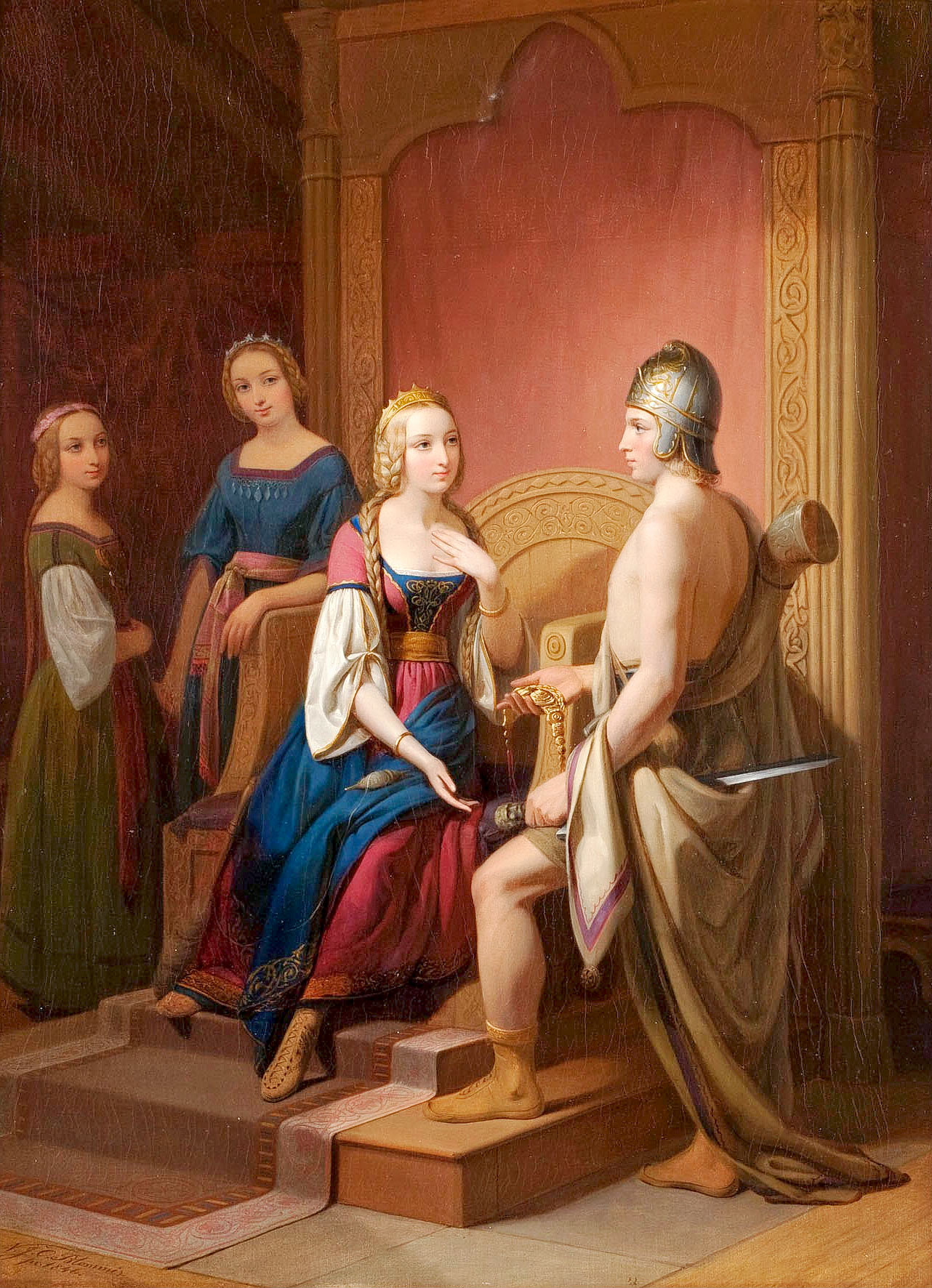
Thần Heimdall và Freyja

Trong thần thoại Bắc Âu, Heimdall là thần sáng, và là thần canh giữ chiếc cầu vồng Bifröst, con đường duy nhất dẫn vào Asgard. Heimdall là kết quả của cuộc tình của thần Odin với chín con sóng ngoài khơi; Thần có thể không ngủ trong nhiều ngày đêm để canh gác, có thể nhìn xuyên bóng tối tới hàng trăm dặm, có thể nghe thấy tiếng gió lùa qua cỏ hay lông cừu. Heimdall có một chiếc tù và gọi là Gjallarhorn (Sừng Gjallar), khi nào thần thổi chiếc tù và các vị thần sẽ chuẩn bị ra ngoài đón kẻ địch. Heimdall cưỡi trên một con ngựa tên là Gulltopp (Yên Cương Vàng), được xếp thứ 10 trong những con ngựa nhanh nhất Asgard (thứ nhất là con ngựa tám chân Sleipnir của Odin).
Đối thủ của Heimdall là tên khổng lồ Loki. Trong khi Heimdall là thần canh gác thì Loki chuyên phá phách. Trong bài thơ cổ Husdrapa có kể rằng khi Loki biến thành một con hải cẩu để ăn cắp chiếc vòng cổ của nữ thần Freyja, Heimdall đã giúp Freyja tìm kẻ cắp, và phát hiện ra Loki. Heimdall cũng biến thành một con hải cẩu và giao chiến với tên khổng lồ. Thần Heimdall chiến thắng và đem trả lại chiếc vòng cho Freyja. Ở Ragnarok, Loki và Heimdall lại giao đấu, và tuy Heimdall chiến thắng nhưng một vết thương nặng khiến vị thần cùng Loki đều chết